# 제임스 맥패든
제임스 헨리 맥패든(James Henry McFadden, 1983년 4월 14일, 스코틀랜드 글래스고 ~ )은 스코틀랜드의 전 축구 선수이다. 2002년부터 2010년까지 스코틀랜드 축구 국가대표팀에서 활동하기 시작했으며 프랑스와의 UEFA 유로 2008 예선 경기에서 기록한 골은 스코틀랜드에서 가장 유명한 골로 여겨지고 있다.